# Hoverla
 Der er for få eller ingen kildehenvisninger i denne artikel, hvilket er et problem. Du kan hjælpe ved at angive troværdige kilder til de påstande, som fremføres i artiklen.

Hoverla (ukrainsk: Говерла, Hoverla; ungarsk: Hóvár; rumænsk: Hovârla; Goverla, polsk: Howerla) er Ukraines højeste bjerg, hvis tinde er beliggende 2.061 m.o.h. Bjerget er beliggende i bjergkæden Karpaterne, i den østlige del af Beskiderne.
Bjergsiderne er bevokset med skove af bøg og grantræer. På bjergets østlige side har floden Prut sit udspring. Hoverla består af sandsten.
Det vides ikke, hvornår bjerget blev besteget første gang. I slutningen af 1800-tallet blev bjerget en turistattraktion, der særlig tiltrak turister fra den nærliggende byer i Galicien. I 1880 åbnede den første rute for turister mellem tinderne på Hoverla og Krasny Luh